# Power Macintosh 8500
Utilisant le même boîtier que le Power Macintosh 8100, le Power Macintosh 8500 était le premier Macintosh au format « minitour » à utiliser un processeur sur carte fille remplaçable. Tout comme le Power Macintosh 9500, le 8500 disposait de ports d'extension PCI plus rapide et universels que les slots NuBus de ses prédécesseurs. Il utilisait un processeur PowerPC 604 de deuxième génération, bien plus puissant que le PowerPC 601 du 8100. À l'instar des autres Power Macintosh de la série 8000, le Power Macintosh 8500 intégrait en standard une carte vidéo AV et des capacités audio et vidéo avancées.
Le 8500 fut lancé en août 1995 au prix de 4 000 US$ avec un processeur PowerPC 604 cadencé à 120 MHz. Il fut remplacé en avril 1996 par deux modèles cadencés respectivement à 132 et 150 MHz. Une dernière mise à jour eut lieu en août 1996, avec un modèle doté d'un PowerPC 604e à 180 MHz, avant qu'il ne soit remplacé par le 8600 début 1997.
Un modèle 8515 fut aussi commercialisé entre janvier et août 1996. Il était identique au 8500/120, à part qu'il n'était vendu qu'en Europe et en Asie.
La version serveur du Power Macintosh 8500 est le Workgroup Server 8550. Ces modèles étaient fournis en bundle avec divers logiciels serveur et étaient dépourvus de carte vidéo AV. Ils sortirent en version 132 MHz, puis 200 MHz (en septembre 1996).

## Caractéristiques
- processeur : PowerPC 604 32 bit cadencé à 120, 132 ou 150, ou PowerPC 604e cadencé à 180 ou 200 MHz (WGS 8550)
- bus système 64 bit cadencé respectivement à 40, 44, 50, 45 et 50 MHz
- mémoire morte : 4 Mio
- mémoire vive : 16 Mio (32 Mio pour le WGS 8550), extensible à 512 Mio (ou 1 Gio avec des barrettes plus récentes non supportées par Apple)
- mémoire cache de niveau 1 : 32 Kio (modèles 120, 132 et 150 MHz), 64 Kio (modèles 180 et 200 MHz)
- mémoire cache de niveau 2 : 256 Kio (modèles 120, 132, 150 et 180 MHz), 512 Kio (modèle 200 MHz), extensible à 1 Mio
- disque dur SCSI de 1 Go, 1,2 ou 2 Go
- lecteur de disquette 1,44 Mo 3,5"
- lecteur CD-ROM 4x (modèles 120, 132 et 150 MHz), 8x (modèles 180 et 200 MHz)
- carte vidéo avec 2 Mio de mémoire vidéo (extensible à 4 Mio avec des modules de 1 Mio)
- résolutions supportées :
  - 512 × 384 en 24 bit
  - 640 × 480 en 24 bit
  - 800 × 600 en 24 bit
  - 832 × 624 en 24 bit
  - 1 024 × 768 en 16 bit (24 bit avec 4 Mio de mémoire vidéo)
  - 1 152 × 870 en 16 bit (24 bit avec 4 Mio de mémoire vidéo)
  - 1 280 × 1 024 en 8 bit (16 bit avec 4 Mio de mémoire vidéo)
- slots d'extension :
  - trois slots d'extension PCI (dont un occupé par la carte vidéo)
  - huit connecteurs mémoire de type DIMM 168 broches (vitesse minimale : 70 ns)
  - deux emplacement VRAM libres
  - deux emplacement 5,25" supplémentaires pour lecteur optique
- connectique :
  - un port SCSI DB-25
  - deux ports série Mini Din-8 Geoports
  - un port ADB
  - port Ethernet AAUI et 10BASE-T
  - port vidéo : DB-15
  - sortie audio : stéréo 16 bit
  - entrée audio : stéréo 16 bit
  - sur la carte AV (sauf WGS 8550) :
    - entrée/sortie S-Video
    - entrée/sortie vidéo RCA
    - entrées/sorties audio RCA
- haut-parleur mono
- dimensions : 356 × 196 × 400 mm
- poids : 11,3 kg
- alimentation : 225 W
- systèmes supportés : Système 7.5.2 à Mac OS 9.1